# Журавок Юлія Миколаївна
Юлія Миколаївна Журавок (нар. 10 листопада 1994, Хотінь, Україна) — українська біатлоністка. Член національної збірної команди України. Чемпіонка Європи, дворазова чемпіонка світу з біатлону серед юніорів, учасниця етапів кубку IBU, етапів Кубку світу з біатлону.

## Життєпис
Перш ніж почати займатися біатлоном, Юлія Журавок займалась також футболом та легкою атлетикою.
Навчається в Сумському державному педагогічному університеті.
Перший рік в біатлоні — 2009, в українській збірній — з 2011 року. В 2012 році пройшла відбір на Перші юнацькі Олімпійські ігри в Інсбруці. В спринті показала 18-ий результат (2 промахи), в гонці-переслідування піднялась на 8-у позицію, не допустивши при цьому жодного промаху.
В 2015 році Юлія Журавок представляла Україну на чемпіонаті Європи з біатлону в Отепя, чемпіонаті світу серед юніорів в Мінську, де показала гарні результати й була включена до складу української команди на чемпіонат світу з біатлону в Контіолагті.

## Політичні погляди
На Чемпіонаті Європи з біатлону 2019 у Мінську Юлія Журавок про бойкот Україною Всесвітньої зимової Універсіади в Красноярську сказала:
|  | Якщо чесно, я ще до кінця не знаю, поїдемо чи ні. Якщо ні... Я взагалі все це не розумію. Я б з радістю їздила й виступала і в Росії, і в інших місцях. Тим більше ми, спортсмени, дружимо з росіянами. Я особливо дружу з Вікторією Сливко. Ми дружимо і спілкуємося, проблем немає ніяких. |

## Виступи на чемпіонатах Європи
| Рік   | Місце проведення            | Інд | Спр | Пр  | Ест | ЗМ |
| 2013* | Банско, Болгарія            | 21  | 20  | DNF | —   | 3  |
| 2014* | Нове Место-на-Мораві, Чехія | 10  | 21  | 8   | —   | 1  |
| 2015* | Отепя, Естонія              | 3   | 6   | 5   | —   | 3  |
| 2017  | Душники, Польща             | 11  | 21  | —   | —   | —  |
| 2018  | Ріданна, Італія             | 4   | 44  | —   | —   | 1  |
| 2019  | Раубичі, Білорусь           | 2   | 32  | —   | —   | —  |
| 2020  | Раубичі, Білорусь           | —   | 28  | —   | —   | —  |

[*] — юніорські змагання

## Виступи на чемпіонатах світу серед юніорів
| Рік  | Місце проведення       | Інд | Спр | Пр | Ест |
| 2012 | Контіолагті, Фінляндія | 37  | 31  | 11 | 1   |
| 2013 | Обертілліях, Австрія   | 2   | 9   | 4  | 2   |
| 2015 | Раубичі, Білорусь      | 1   | 8   | 3  | 6   |

## Кар'єра в Кубку світу
В сезоні 2014/2015 в індивідуальній гонці в Естерсунді Юлія Журавок дебютувала на Кубку світу посівши 59 місце.
Перше попадання в залікову зону — 11 березня 2015 року в індивідуальній гонці на Чемпіонаті світу в Контіолагті — 28 місце.

### Рейтинг в загальному заліку Кубку світу
- 2014–2015 — 81-е місце (13 очок)